# Iridopsis candidata
Iridopsis candidata là một loài bướm đêm trong họ Geometridae.